# Patrioten (Französische Revolution)
Der Begriff Patrioten (frz. Patriotes) war ein Begriff, der in den ein oder zwei Jahren vor der Französischen Revolution 1789 aufkam. Er stand für alle Gegner und Reformwilligen des Ancien Régime.

## Entwicklung
Zu Beginn der vorrevolutionären Entwicklung stand der Begriff für die Anhänger von Louis-Philippe II. Joseph de Bourbon, duc d’Orléans, einem entfernten Vetter des amtierenden Königs Ludwig XVI. Dieser hätte einen Thronanspruch geltend machen können, so denn Ludwig und seine noch lebenden Brüder verstorben wären oder abgedankt hätten. Philipp war zu einem Symbol für die Bereitschaft geworden, das überkommene Ancien Régime zu reformieren. Er stand für Liberalismus und eine konstitutionelle Monarchie. Seine Anhänger wurden Patrioten genannt.
Die Gruppe erhielt fortwährend Zulauf. So standen auch die Freimaurer auf der Seite der Reformwilligen und hier insbesondere die Loge der Neuf Sœurs. Aus dieser gründete sich später auch die Gesellschaft der Dreißig. All dies oft unter dem Schutz Philipps, der seine persönliche Residenz, das Palais Royal, als Zentrale für alle Freigeister zur Verfügung stellte.
Mit der Eröffnung der Generalstände von 1789 entwickelten sich dann zuerst mit dem Bretonischen Klub und später mit Jakobinern, Cordeliers und der Gesellschaft von 1789 feste politische Klubs, fast schon Parteien. Sie alle benutzten den Begriff Patrioten. Dies jedoch ohne Konkurrenzdenken, schon deswegen, weil die meisten Aktiven oft in mehreren Klubs gleichzeitig Mitglied waren.
Der Begriff verlor mit der Zeit an Bedeutung, zumal der Antagonist Ancien Régime bald nicht mehr existierte, bzw. mit der Absetzung des Königs am 10. August 1792 fürs erste seine politische Macht verlor.
Die bisher vereinigten Patrioten, letzten Endes die Bergpartei auf der einen und die Girondisten auf der anderen Seite, begannen mit Grabenkämpfen im Konvent. Daher kam nun das neue Schlagwort der Sanskülotten auf. Dies eher für die breiten Volksmassen, aber auch für ihre politischen Vertreter im Parlament, namentlich der Bergpartei.

## Symbole und Publizistik
Äußeres Symbol der Patrioten war ab dem Juli 1789 die blau-weiß-rote Kokarde.
Brissot, einer der wichtigsten Akteure der frühen und mittleren Revolutionszeit, nannte seine täglich erscheinende Zeitung Le Patriote français. Bis er dann ab 1792 begann diese eher als politisches Kampfblatt für seinen Klub der Girondisten zu nutzen, hatte sie bis dahin einen relativ offiziellen Charakter für die Bewegung der Patrioten.